# Коун, Эдуард
Эдуард Тонер Коун (англ. Edward Toner Cone; 4 мая 1917, Гринсборо (Северная Каролина) — 23 октября 2004, Принстон) — американский композитор и музыкальный педагог. Член Американского философского общества (1991).
Изучал композицию в Принстонском университете под руководством Роджера Сешенса. В 1939 году получил диплом бакалавра, став первым принстонским студентом, представившим в качестве дипломной работы музыкальное произведение; в 1942 году вместе с Милтоном Бэббитом получил первую в Принстонском университете магистерскую степень по музыке. Учился также игре на фортепиано у Карла Ульриха Шнабеля и Эдуарда Штойермана. После службы в качестве музыканта в Вооружённых силах США с 1946 года на протяжении многих десятилетий преподавал в Принстоне; среди его учеников, в частности, Хобарт Эрл.
Среди сочинений Коуна преобладают камерные и хоровые, ему принадлежит также скрипичный концерт (1959). Многочисленные статьи Коуна посвящены преимущественно современной ему американской музыке, под его редакцией вышли несколько сборников теоретических работ.